# Olympic v Paříži
Olympic v Paříži je československý hudební krátký film z roku 1968, který režíroval Alexej Nosek. Film zachycuje členy hudební skupiny Olympic na dovolené v Paříži. Film byl natočen ve formě klipů s písněmi jako Krásná neznámá, Kamenožrout zelený nebo Pták Rosomák. Skupina v Paříži natočila desku pod názvem Five Travellers, která ve Francii vyšla v roce 1969.